# Бондарь, Евгений Валерьевич
Евгений Валерьевич Бондарь (род. 29 сентября 1989 года) — российский боец смешанных единоборств, представитель средней весовой категории. Выступает на профессиональном уровне с 2013 года, известен по участию в турнирах престижной бойцовской организации ACA. Вице-президент федерации ММА Тюменской Области.

## Спортивные достижения
- Кубок России по панкратиону (2017) — ;
- Чемпионат Европы по панкратиону (2018) — ;
- Чемпионат мира по панкратиону (2016) — ;
- Мастер спорта России по АРБ[1];
- МСМК по панкратиону.

## Статистика ММА
| Боёв 15  | Побед 12 | Поражений 3 |
| -------- | -------- | ----------- |
| Нокаутом | 3        | 1           |
| Сдачей   | 1        | 0           |
| Решением | 8        | 2           |

| Результат | Рекорд | Соперник          | Способ                        | Турнир                                                            | Дата             | Раунд | Время | Место                | Примечание         |
| --------- | ------ | ----------------- | ----------------------------- | ----------------------------------------------------------------- | ---------------- | ----- | ----- | -------------------- | ------------------ |
| Победа    | 12-3   | Артем Булойчик    | Решением (единогласным)       | Shlemenko FC 3 - Shlemenko Fighting Championship 3                | 12 февраля 2022  | 3     | 5:00  | Омск, Россия         |                    |
| Победа    | 11-3   | Владимир Васильев | Решением (раздельным)         | RCC Intro 17: Хамзин - Сильва                                     | 23 октября 2021  | 3     | 5:00  | Екатеринбург, Россия |                    |
| Победа    | 10-3   | Сергей Курбатов   | NGL 4 New Generation League 4 | IPFC - Battle at Sea                                              | 27 мая 2021      | 3     | 5:00  | Абинск, Россия       |                    |
| Победа    | 9-3    | Шохрух Аскаров    | Решением (единогласным)       | UMMA Russian Cup 2020: Siberian Federal District                  | 14 марта 2020    | 3     | 5:00  | Барнаул, Россия      |                    |
| Поражение | 8-3    | Виталий Слипенко  | Решением (раздельным)         | ACA 99: Багов - Халиев                                            | 27 сентября 2019 | 5     | 5:00  | Москва, Россия       |                    |
| Поражение | 8-2    | Павел Павлак      | Решением (раздельным)         | ACA 96 Lodz                                                       | 8 июня 2019      | 3     | 5:00  | Лодзь, Польша        |                    |
| Поражение | 8-1    | Беслан Исаев      | Техническим нокаутом ()       | WFCA 43 Grozny Battle                                             | 4 октября 2017   | 1     | 0:41  | Грозный, Россия      |                    |
| Победа    | 8-0    | Стив Карл         | Решением (единогласным)       | Russian Cagefighting Championship RCC 4                           | 27 октября 2018  | 3     | 5:00  | Екатеринбург, Россия |                    |
| Победа    | 7-0    | Лукаш Биенковский | Решением (единогласным)       | RCC Russian Cagefighting Championship                             | 25 февраля 2018  | 3     | 5:00  | Екатеринбург, Россия |                    |
| Победа    | 6-0    | Евгений Хазов     | Решением (единогласным)       | Tyumen MMA Federation Tournament in Memory of Vladislav Khramtsov | 22 октября 2017  | 2     | 5:00  | Тюмень, Россия       |                    |
| Победа    | 5-0    | Максим Коновалов  | Решением (единогласным)       | AFC 20 Ambitions Fighting Championship 20                         | 16 сентября 2017 | 3     | 5:00  | Екатеринбург, Россия |                    |
| Победа    | 4-0    | Шодон Пирназаров  | Нокаутом (удар)               | AFC Ambitions Fighting Championship 16                            | 25 марта 2017    | 1     | 4:17  | Екатеринбург, Россия |                    |
| Победа    | 3-0    | Сергей Проклов    | Сабмишном (удушение сзади)    | TFN MMA Fight Night                                               | 5 мая 2013       | 1     | 2:36  | Тюмень, Россия       |                    |
| Победа    | 2-0    | Вячеслав Иванов   | Техническим нокаутом (удары)  | TFN Tyumen Fight Night                                            | 10 февраля 2013  | 3     | 4:38  | Тюмень, Россия       |                    |
| Победа    | 1-0    | Илья Ролгейзер    | Техническим нокаутом (удары)  | TFN Tyumen Fight Night                                            | 26 августа 2012  | 3     | 4:38  | Тюмень, Россия       | Дебют в проф. ММА. |